# Моріс Бліц
Моріс Бліц (фр. Maurice Blitz, 28 липня 1891 — 2 лютого 1975) — бельгійський і французький ватерполіст.
Срібний призер Олімпійських Ігор 1920, 1924 років.